# هانس هیباخ
هانس هیباخ (انگلیسی: Hans Heibach; ۱ دسامبر ۱۹۱۸ – ۶ مارس ۱۹۷۰) بازیکن فوتبال اهل آلمان بود.
از باشگاه‌هایی که در آن بازی کرده‌است می‌توان به باشگاه فوتبال بایرن مونیخ، باشگاه فوتبال هامبورگ، و باشگاه فوتبال فورتونا دوسلدورف اشاره کرد.
وی همچنین در تیم ملی فوتبال آلمان بازی کرده‌است.